# Akito Arima
Akito Arima (有馬 朗人, Arima Akito), né le 13 septembre 1930 dans le préfecture d'Osaka et mort le 7 décembre 2020 à Setagaya dans la métropole de Tokyo, est un physicien nucléaire japonais, connu pour le modèle d'interaction du boson (en),,,.

## Biographie

### Naissance et études
Akito Arima naît en 1930 dans le préfecture d'Osaka. Il étudie à l'université de Tokyo, où il obtient son doctorat en 1958. Il devient chercheur agrégé à l'Institut d'études nucléaires de l'université de Tokyo en 1956.

### Carrière
Il devient maître de conférences en 1960, et professeur agrégé au Département de physique en 1964. Il est promu professeur titulaire en 1975. Il est président de l'université de Tokyo de 1989 à 1993. En 1993, il s'installe à l'université Hōsei. À partir de 1993, il est conseiller scientifique du Ministère de l'Éducation et de 1993 à 1998 président du RIKEN,.
Il est professeur invité à l'université Rutgers dans le New Jersey (1967-1968), et professeur à l'université d'État de New York à Stony Brook (1971-1973). 
En 1975 avec Francesco Iachello (en), il propose le modèle d'interaction du boson (en).
En 1998, il entre dans la Diète du Japon en tant que membre de la Chambre des Conseillers pour le Parti libéral-démocrate. Il est ministre de l'Éducation jusqu'en 1999 sous le gouvernement de Keizō Obuchi. Après le remaniement ministériel en 1999, il sert comme directeur du Musée de la science. À partir de 2000, il est président de la Japan Science Foundation.
Akito Arima sert en tant que chancelier de l'Académie Musashi de la fondation Nezu à partir de 2006.

### Mort
Il meurt chez lui à Tokyo à l'âge de 90 ans.

## Distinctions et honneurs
- Prix Nishina (1978)
- Professeur honoraire, université de Glasgow (1984)
- Prix Humboldt (1987)
- Prix de la Société du haïku pour un livre de poésie (haïku) (1988)[12].
- Médaille John Wetherill de l'Institut Franklin (1990)
- Commandeur de l'ordre du Mérite de la République fédérale d'Allemagne (1990)
- Ordre militaire de Guillaume (1991)
- Docteur honoris causa de l'université Drexel (1992)
- Professeur honoraire, université de la science et de la technologie, Chine (1992)
- Docteur honoris causa de la Chung Yuan Christian University, Taiwan (1992)
- Prix Bonner de la Société américaine de physique (1993)
- Prix de l'Académie des sciences du Japon (1993)
- Docteur honoris causa de l'université d'État de New York à Stony Brook (1994)
- Docteur honoris causa de l'université de Groningue (1994)
- Docteur honoris causa de l'université de Birmingham (1996)
- Grand officier de la Légion d'honneur (1998)
- Membre étranger honoraire de l'Académie américaine des arts et des sciences (1999)[13]
- Chevalier commandeur honoraire de l'ordre de l'Empire britannique (KBE) (2002)
- Personne de mérite culturel (2004)
- Grand cordon de l'ordre du Soleil levant (2004)
- Ordre de la Culture (2010)

## Publication
- (en) Proceedings of the First Asia-Pacific Physics Conference, Singapore 1983, vol. 2, World Scientific Publishing Company, 1984, 1622 p. (ISBN 9789971978013, présentation en ligne)